# Thủy Xá e Hỏa Xá

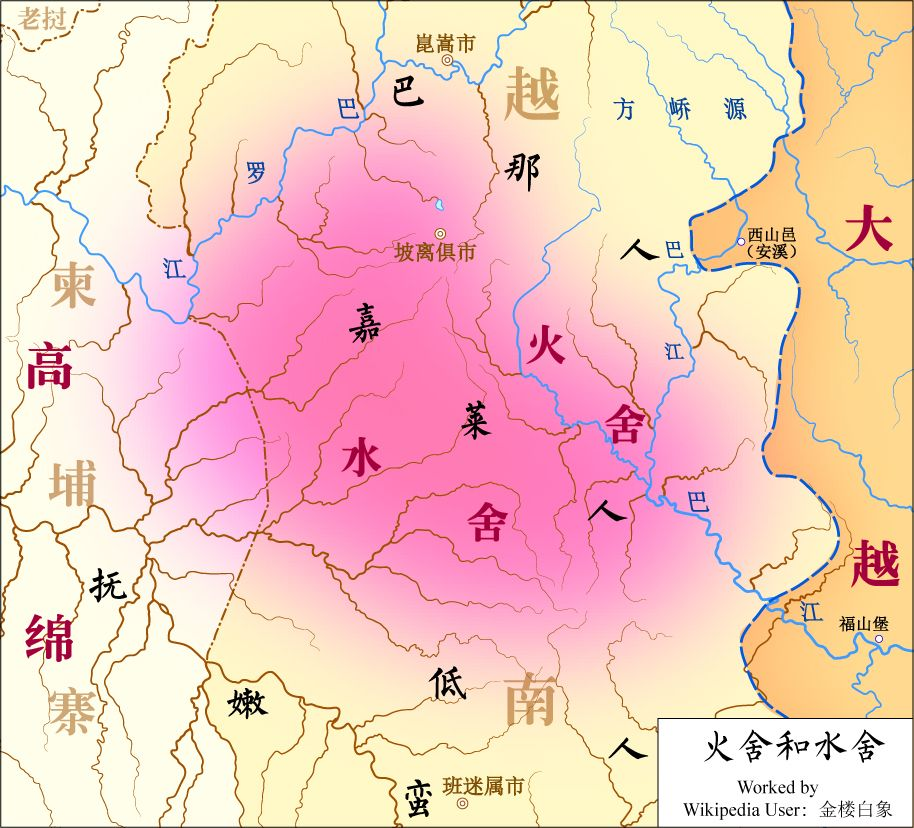
localização de Thủy Xá (水舍) e Hỏa Xá (火舍).

Thủy Xá (chữ Hán: 水舍, lit. "Refúgio da Água") e Hỏa Xá (chữ Hán: 火舍, "Refúgio do Fogo") são nomes vietnamitas que se referem a duas antigas chefias Jarai localizadas nas Terras Altas Centrais do Vietnã. Seus líderes usaram o título de "Rei da Água" (Jarai: Pơtao Ia; Rade: Mtao Êa; Vietnamita: Thủy Vương; Khmer: Sdech Tưk, ស្តេចទឹក; Laosiano: Sadet nam, ສະເດັດນ້ຳ), "Rei do Fogo" (Jarai: Pơtao Apui; Rade: Mtao Pui; Vietnamita: Hỏa Vương; Khmer: Sdech Phlơng, ស្តេចភ្លើង; Laosiano: Sadet Fai, ສະເດັດໄຟ) e o menos conhecido "Rei do Vento" (Jarai: Pơtao Angin), respectivamente. A palavra Jarai para "Pơtao" era frequentemente traduzida como "rei", mas nunca foram reis de verdade; na verdade, eram mestres rituais do fogo, da água e do vento.
De acordo com a pesquisa, essas tribos estão localizadas no vale do rio Ayun e Ba, hoje Ayun Pa (um distrito na província de Gia Lai) e Ea Súp (um distrito na província de Đắk Lắk). 
Os Reinos da Água e do Fogo eram descendentes do povo Cham. Os dois reis se ocuparam com magia e feitiçaria, enfeitiçando o povo. Segundo a lenda, o Rei da Água podia rezar pela chuva, e o Rei do Fogo podia rezar pelo tempo quente.  Sua feitiçaria era conhecida pelos cambojanos. Para rezar pela paz e prosperidade, o rei cambojano oferecia sacrifícios às duas tribos a cada três anos. 

## Reino do Fogo
O Reino do Fogo Jrai foi relatado pelo missionário francês Pe. Bouillevaux. Ele fez uma incursão pelo Mekong em 1850 e mencionou um certo "Rei do Fogo", um homem respeitado pertencente a um certo grupo de pessoas chamado Jarai. 
Após a crise franco-siamesa de 1893, os franceses consolidaram sua administração no Laos e a autoridade das Terras Altas Centrais foi dada ao comissário em Stung Treng, então no baixo Laos. O povo Jarai resistiu e derrotou os colonizadores franceses em 1894, mas depois foi conquistado por uma grande coluna de tropas francesas em janeiro de 1897.  O Mestre do Fogo matou uma francesa chamada Prosper Marie Patrice Odend'hal  em 1904.  Logo eles foram atacados por um exército francês liderado por Vincillionni, o Mestre do Fogo teve que fugir.
No mesmo ano, esses territórios foram oficialmente integrados ao protetorado de Aname, tornando-se parte da Província de Plei Ku Der [vi].
O último Rei do Fogo morreu em 1987. O seu sucessor designado, Siu Aluân, nunca assumiu o cargo,  aparentemente devido a preocupações das autoridades vietnamitas. Siu Aluân morreu em 1999 sem notícias de um sucessor. 